# Национальная дорога 90 (Греция)
Национальная дорога 90 (греч. Εθνική Οδός 90, Β.Ο.Α.Κ.), также известна как VOAK (Северная дорожная ось Крита: греч. Βόρειος Οδικός Άξονας Κρήτης, B.Ο.Α.K)— одна из важнейших дорог Греции, проходящая через Пелопоннес, Западную Грецию и Крит. Является самой длинной национальной дорогой Греции (общая длина свыше 1000 км). На Крите известна как «Старая национальная дорога» (греч. Παλιά Εθνική Οδός) или «Басиликос-Дромос».

## История строительства
- 1960-е: Строительство основных участков в рамках программы модернизации дорожной сети Греции[1].
- 1980-е: Реконструкция критских участков после роста туризма[2].
- 2000-е: Постепенная замена на автостраду A90 (особенно на Пелопоннесе)[3].

## Участки дороги
Дорога состоит из двух полос движения (по одной в каждом направлении) без разделительного барьера. Хотя она проходит как по пересеченной горной, так и по равнинной местности, на ней нет туннелей или мостов через долины (за исключением некоторых на новой национальной дороге). Туннель Врахаси был первым туннелем, построенным на национальной дороге в Греции в 1971 году на новой дороге, но также есть туннель длиной 200 м на Национальной дороге 5 около Клейсуры, который, возможно, еще старше. Дорога является частью Европейского маршрута Е75

### Материковая Греция
- Пелопоннес: Соединяет Патры с Пиргосом через западное побережье.
- Западная Греция: Ветка к Месолонгиону и Агриниону.

### Крит
Основная трасса проходит вдоль северного побережья через:
- Ханья — исторический участок с узкими проездами в старом городе[2].
- Ретимно — участок с живописными видами на Критское море.
- Ираклион — наиболее загруженный сегмент.
- Айос-Николаос — восточное окончание основной трассы.

## Технические характеристики
- Длина: Свыше 1000 км (материковая часть и Крит).
- Полосы: 1–2 в каждом направлении (на Крите часто сужена до 1 полосы).

Статус трассы:
- Частично дублируется автострадой A90. На Крите сохраняет значение как «туристический маршрут»[5].

## Исторические факты
- На Крите дорога следует древним венецианским и османским торговым путям[6].
- В районе Ханьи сохранились участки с оригинальным покрытием 1960-х годов.